# Smithsonit
Smithsonit, auch als Zinkspat, (Edler) Galmei oder Edelgalmei bezeichnet, ist ein häufig vorkommendes Mineral aus der Mineralklasse der „Carbonate und Nitrate“ mit der chemischen Zusammensetzung Zn[CO3] und damit chemisch gesehen Zinkcarbonat. 
Smithsonit kristallisiert im trigonalen Kristallsystem, entwickelt jedoch nur selten gut ausgebildete Kristalle mit rhomboedrischem oder skalenoedrischem Habitus, die dann aber bis zu 12 cm groß werden können und einen glasähnlichen Glanz auf den Oberflächen zeigen. Meist findet er sich allerdings in Form traubiger, stalaktitischer oder körniger bis derber Aggregate mit perlmuttartig schimmernden Oberflächen.
In reiner Form ist Smithsonit farblos und durchsichtig. Durch vielfache Lichtbrechung aufgrund von Gitterbaufehlern oder polykristalliner Ausbildung kann er aber auch durchscheinend weiß sein und durch Fremdbeimengungen eine grünliche, gelbliche oder bläuliche sowie hell- bis dunkelgraue und braune Farbe annehmen.

## Etymologie und Geschichte
Als Galmei (auch Kalamin) wird ein Gemenge aus Smithsonit und Hemimorphit (Kieselzinkerz) oder auch zusätzlich mit Hydrozinkit bezeichnet. Der englische Mineraloge James Smithson (1765–1829) unterschied als erster diese Mineralien, zu seinen Ehren erhielt das Mineral Smithsonit seinen heutigen Namen.

## Klassifikation
In der veralteten 8. Auflage der Mineralsystematik nach Strunz gehörte der Smithsonit zur gemeinsamen Mineralklasse der „Carbonate, Nitrate und Borate“ und dort zur Abteilung „Wasserfreie Carbonate ohne fremde Anionen“, wo er zusammen mit Calcit, Gaspéit, Magnesit, Otavit, Rhodochrosit, Siderit und Sphärocobaltit die „Calcit-Gruppe“ mit der System-Nr. Vb/A.02 bildete.
Im Lapis-Mineralienverzeichnis nach Stefan Weiß, das sich aus Rücksicht auf private Sammler und institutionelle Sammlungen noch nach dieser klassischen Systematik von Karl Hugo Strunz richtet, erhielt das Mineral die System- und Mineral-Nr. V/B.02-60. In der „Lapis-Systematik“ entspricht dies ebenfalls der Abteilung „Wasserfreie Carbonate [CO3]2− ohne fremde Anionen“, wo Smithsonit zusammen mit Calcit, Gaspéit, Magnesit, Otavit, Rhodochrosit, Siderit, Sphärocobaltit und Vaterit die „Calcit-Gruppe“ bildet (Stand 2018).
Die seit 2001 gültige und von der International Mineralogical Association (IMA) bis 2009 aktualisierte 9. Auflage der Strunz’schen Mineralsystematik ordnet den Smithsonit in die neu definierte Klasse der „Carbonate und Nitrate“, dort aber ebenfalls in die Abteilung der „Carbonate ohne zusätzliche Anionen; ohne H2O“ ein. Diese ist allerdings weiter unterteilt nach den Elementgruppen, deren Vertreter in den Mineralen enthalten sind, so dass das Mineral entsprechend seiner Zusammensetzung in der Unterabteilung „Erdalkali- (und andere M2+) Carbonate“ zu finden ist, wo es ebenfalls zusammen mit Calcit, Gaspéit, Magnesit, Otavit, Rhodochrosit, Siderit und Sphärocobaltit die „Calcitgruppe“ mit der System-Nr. 5.AB.05 bildet.
Die vorwiegend im englischen Sprachraum gebräuchliche Systematik der Minerale nach Dana ordnet den Smithsonit wie die veraltete Strunz’sche Systematik in die gemeinsame Klasse der „Carbonate, Nitrate und Borate“ und dort in die Abteilung der „Wasserfreien Carbonate“ ein. Auch hier ist er in der „Calcitgruppe (Trigonal: R3c)“ mit der System-Nr. 14.01.01 innerhalb der Unterabteilung „Wasserfreie Carbonate mit einfacher Formel A+CO3“ zu finden.

## Chemismus
Smithsonit besteht in stoffreiner Zusammensetzung aus 52,15 % Zink (Zn), 9,58 % Kohlenstoff (C) und 38,28 % Sauerstoff (O). Er kann aber teilweise hohe Gehalte von Eisen (Fe) und Mangan (Mn) enthalten, die man unter der Bezeichnung Ferro-Smithsonit (Synonym Monheimit) bzw. Mangan-Smithsonit kennt. Des Weiteren kann Smithsonit geringe Anteile an Calcium, Blei, Kupfer, Magnesium und Cadmium enthalten, in Spuren auch Germanium und Indium. Häufig ist Smithsonit auch durch Eisenoxid und Aluminiumsilikat verunreinigt.
Der Cadmium-Gehalt mancher Smithsonite ist auf die Mischkristallbildung mit Otavit (Cd[CO3]) zurückzuführen.

## Kristallstruktur
Smithsonit kristallisiert trigonal in der Raumgruppe R3c (Raumgruppen-Nr. 167) mit den Gitterparametern a = 4,65 Å und c = 15,03 Å sowie sechs Formeleinheiten pro Elementarzelle.
Smithsonit ist isotyp mit Calcit.

## Eigenschaften

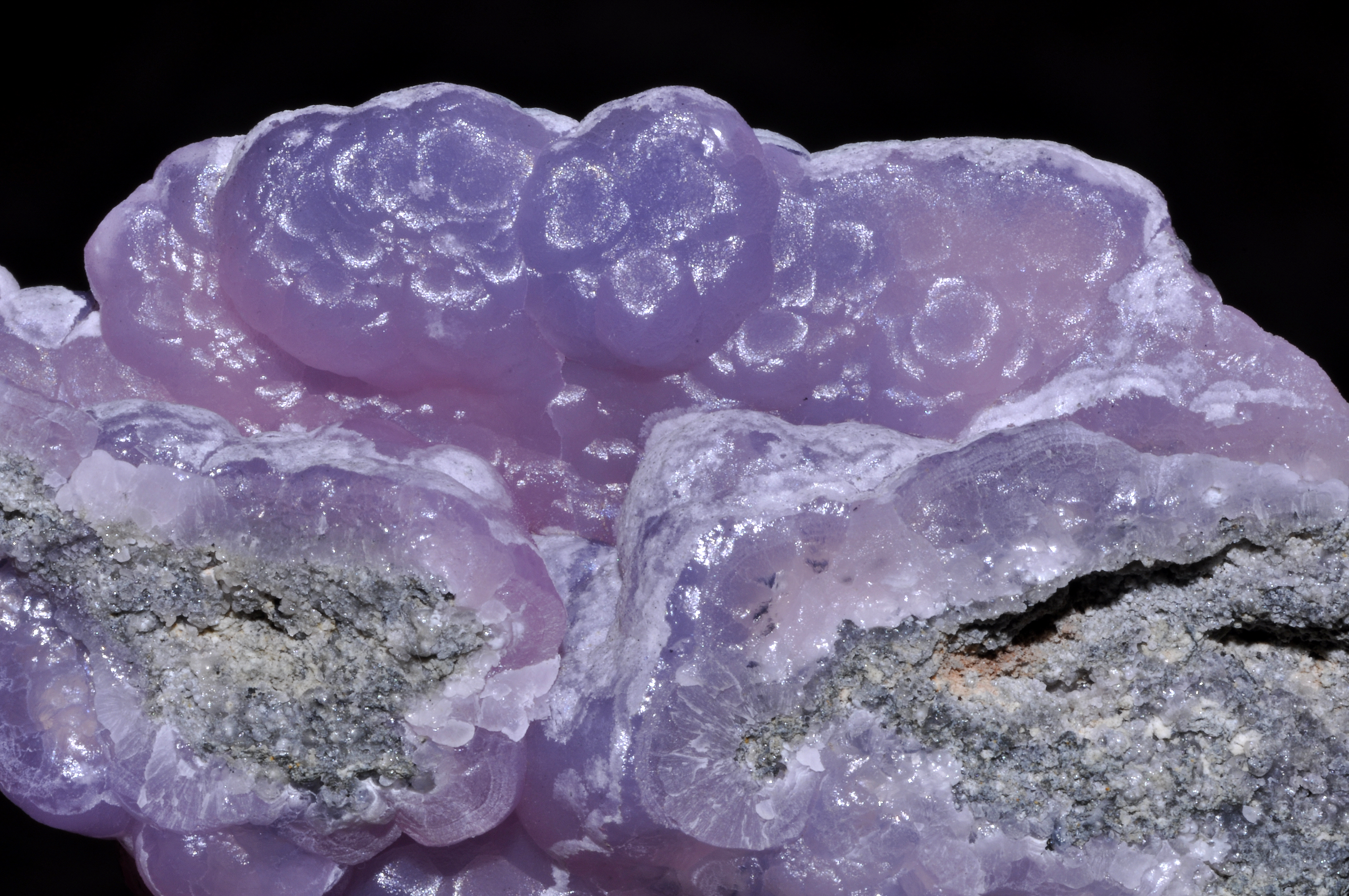
Violetter Smithsonit aus den USA

Reiner Smithsonit ist farblos. Durch Einbau zusätzlicher Ionen ins Kristallsystem kann er jedoch unterschiedliche Farben annehmen. So wird die bläuliche Farbe durch Fremdbeimengungen von Kupferionen und die zartrosa bis -violette Farbe durch Cobaltionen verursacht.
Mit einer Mohshärte von 4 bis 5 gehört Smithsonit zu den mittelharten Mineralen, das sich ähnlich wie die Referenzminerale Fluorit (Härte 4) und Apatit (Härte 5) mit einem Taschenmesser ritzen lässt. Seine Dichte beträgt zwischen 4,3 und 4,5 (in reiner Form 4,43) g/cm³ und ist mit dem Leichtmetall Titan vergleichbar.
Bei starker Erhitzung zerfällt Smithsonit zu Zinkoxid. Dieser Zerfall wurde früher unter anderem zum qualitativen Nachweis verwendet: Auf Kohle vor dem Lötrohr scheidet sich sublimiertes Zinkoxid ab. Dieses ist im heißen Zustand zitronengelb (siehe auch Zinksuboxide) und nimmt erst im abgekühlten Zustand die typisch weiße Farbe des Zinkoxides an. 
Verschiedentlich zeigt Smithsonit grüne, blauweiße, rosafarbene oder braune Fluoreszenz.

## Modifikationen und Varietäten
Besonders eisen- und manganreiche Varietäten, welche Mittelspezies zwischen Zinkspat einerseits und Eisenspat oder Manganspat anderseits bilden, sind als Zinkeisenspat, Eisenzinkspat und Manganzinkspat bezeichnet worden. 

## Bildung und Fundorte

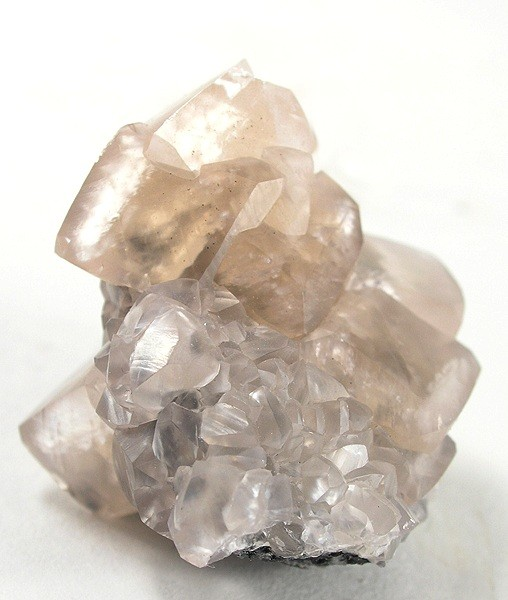
Seltene kristalline Ausbildung von Smithsonit in farblosen, durchsichtigen Kristallen aus der Tsumeb Mine, Region Otjikoto, Namibia (Größe 3,9 cm × 2,8 cm × 2,3 cm)

Smithsonit bildet sich durch Oxidation in verschieden deszendenten, primären Zinkerz-Adern. Es findet sich dort meist in kleinen Kristallen, häufiger in nierenförmigen, schaligen Aggregaten, in stalaktitischen, auch derb in dichten und erdigen Massen und bildet dabei Nester, Stöcke und Lager, namentlich in kalkigen und dolomitischen Gesteinen verschiedener Formationen im Raum Eschweiler-Stolberg im Rheinland, bei Wiesloch in Baden, als Überzug auf Calcit-Kristallen im Rammelsberg bei Goslar/Harz, bei Tarnowitz in Schlesien, ferner in Kärnten, Steiermark, Belgien (führte hier zum politischen Kuriosum Neutral-Moresnet), England, auf der Insel Thasos in Griechenland. Kleinere Vorkommen wurden beim Bleiabbau im Gurgltal im Tiroler Oberland im 15. Jahrhundert (siehe auch Knappenwelt Gurgltal) als auch in Deutschland im 19. Jahrhundert im Raum Iserlohn, Brilon (bereits im 17. Jahrhundert) und Inzell (Bayern) abgebaut. 
Weitere Fundorte sind unter anderem Broken Hill in Australien, Tsumeb in Namibia, Magdalena/New Mexico in den USA. Weltweit sind bisher (Stand: 2009) rund 1600 Fundorte bekannt.

## Verwendung

### Als Rohstoff
Smithsonit wurde neben anderen Galmei-Mineralien bis Ende des 18. Jahrhunderts als Zink-Lieferant zur Herstellung von Messing verwendet. Dieses bis dahin übliche Verfahren war die Zementation, bei dem der Galmei direkt als Zuschlagsstoff dem Stückkupfer beigegeben wurde. Das bei Erwärmung gasförmig aus dem Galmei dissoziierende  Zink diffundiert in die Kupferplättchen, es bildet sich Messing als Legierung. Dies wurde als "holländische Art" der Messingherstellung bezeichnet. Man erkannte allerdings zunächst lange Zeit nicht, dass Galmei das für das Messing benötigte Zink lieferte, sondern hielt ihn für eine Art Farbstoff, der das rote Kupfer goldgelb färbte.

### Als Schmuckstein

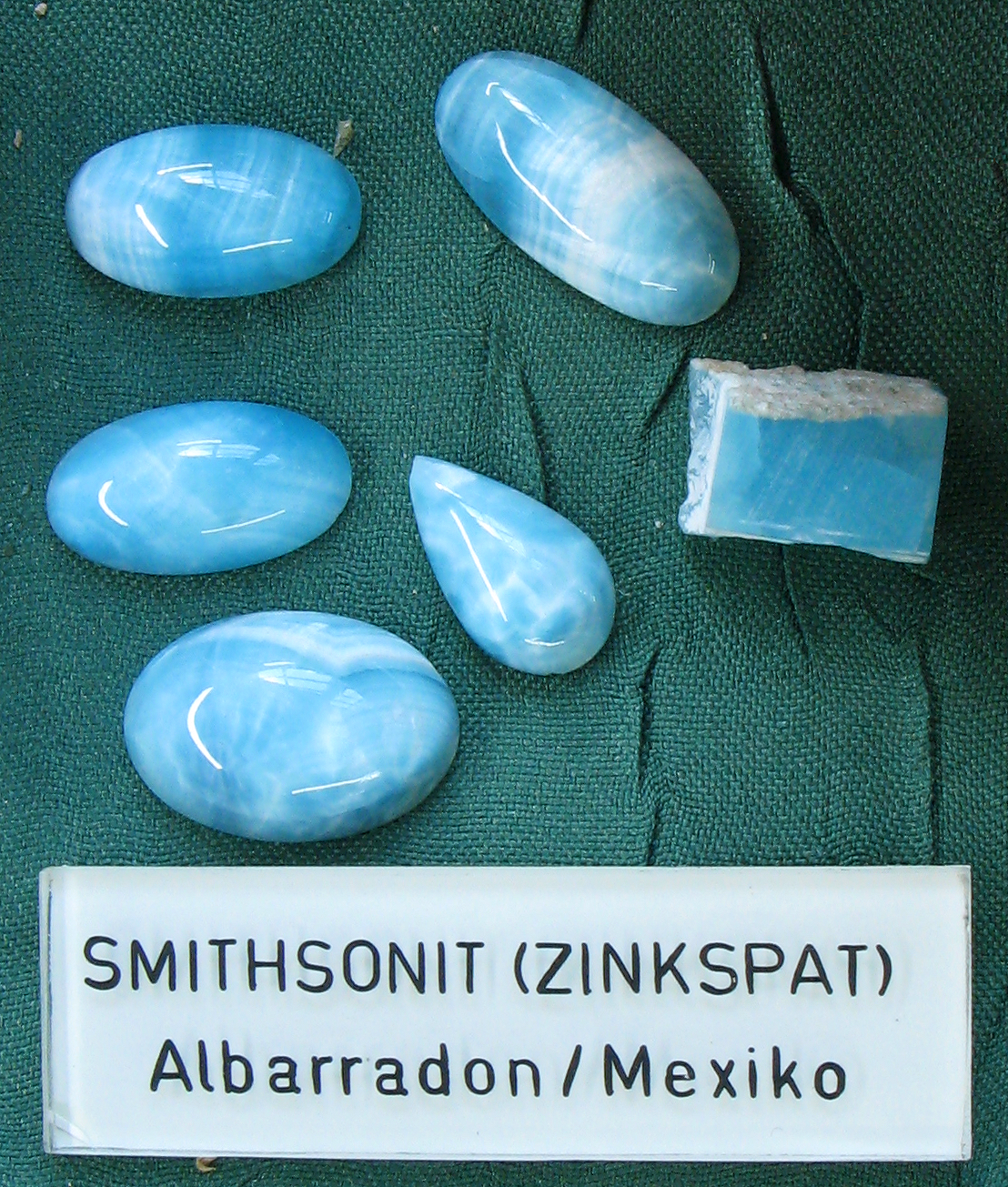
Blauer, gebänderter und gewolkter Smithsonit, verschiedene Cabochone

Smithsonit gehört zwar aufgrund seiner relativen Weichheit zu den eher wenig bekannten Schmucksteinen. Dennoch ist er wegen seiner ansprechenden blaugrünen bis violetten Farbe und seines gelegentlich irisierenden Perlglanzes durchaus begehrt und wird entsprechend zu Schmuckstücken oder als Trommelstein zu sogenannten „Handschmeichlern“ verarbeitet. Da Smithsonit überwiegend in durchscheinenden Aggregaten anzutreffen ist, kommt bevorzugt der Cabochon-Schliff zum Einsatz.
Smithsonit ist im Aussehen den Mineralen und Schmucksteinen Türkis, der Quarzvarietät Chrysopras, der Pektolith-Varietät Larimar und Jade, aber auch entsprechend farbigen Calciten, Hemimorphiten und Aragoniten ähnlich und wird teilweise auch durch diese imitiert. Beim Kauf teurer Stücke sollte daher ein Echtheitsnachweis gefordert werden.

## Ökologische Bedeutung
Das Galmeiveilchen wächst auf galmeihaltigen Böden, ist heute sehr selten und im Gegensatz zu herkömmlichen Veilchen gelb. Etliche Galmeiveilchenfluren stehen in der Städteregion Aachen unter Naturschutz.